# Casa pairal al carrer de Pau Coll, 7 (Talarn)
La Casa pairal al carrer de Pau Coll, 7 és una obra de Talarn (Pallars Jussà) inclosa a l'Inventari del Patrimoni Arquitectònic de Catalunya.

## Descripció
Edifici d'habitatges entre mitgeres, adossades a la muralla de la vila i amb façana al carrer i plaça principals. Té quatre plates d'alçada, celler i golfa. És un edifici estret amb parcel·la gòtica resultant de la divisió d'una antiga casa medieval de la que no més resta l'escut barroc a la llinda d'una porta sense cap valor. Els murs són arrebossats i la coberta de teula àrab amb voladís típic d'aquest carrer de tipologia medieval-barroc.

## Història
A la llinda, amb el respectiu escut, s'inscriu la data de 1662. El segle xvii és l'època d'esplendor de la vila